# Colobothea destituta
Colobothea destituta är en skalbaggsart som beskrevs av Bates 1865. Colobothea destituta ingår i släktet Colobothea och familjen långhorningar. Inga underarter finns listade i Catalogue of Life.